# Бадалбаева, Патима Махкамовна
Бадалбаева Патима Махкамовна (1 апреля 1946 - 13 февраля 2019) – советский и узбекский врач, народный депутат СССР (1989-1991), депутат Олий Мажлис Республики Узбекистан II созыва (2000-2005).

## Биография
Патима Бадалбаева родилась 1 апреля 1946 года, в Мархаматском районе Андижанской области, Узбекской ССР, в семье служащих. Отец – Махкам Бадалбаев долгие годы работал партийным работником, мать – Бадалбаева (Юлдашева) Ойниса работала учителем начальных классов, «Заслуженный учитель Узбекской ССР».
В 1970 году закончила Андижанский медицинский институт, по специальности акушер-гинеколог.
Трудовую деятельность начала в студенческие годы, работала медсестрой в родильном отделении больницы Кувинского района, Ферганской области.
После окончания института работала акушер-гинекологом в роддоме Центральной больницы Шахрисабзского района, Кашкадарьинской области.
С 1971 года заведующая родильным отделением, с 1986 года главный врач Центральной больницы Шахрисабзского района, с 2001 по 2003 годы трудилась главным врачом Центральной больницы города Шахрисабз.
В 1989 году была избрана Народным депутатом СССР. В 1999 году избрана депутатом в Олий Мажлис Республики Узбекистан.
Член Коммунистической Партии СССР, Народно-демократической партии Узбекистана.
Активно занималась общественной деятельностью. В 1988 году являлась делегатом на всесоюзном съезде врачей СССР, в городе Москве. В 1991 году принимала участие в Азиатском форуме женщин в Индии, представляла азиатских женщин СССР.
Умерла 13 февраля 2019 года, в Шахрисабзском районе Кашкадарьинской области.